# Премия «Серебряный медведь» за лучшую женскую роль

Логотип Берлинского кинофестиваля

Приз «Серебряный медведь» за лучшую женскую роль (нем. Silberner Bär/Beste Darstellerin) вручался на Берлинском кинофестивале с 1956 года по 2020. Его получала лучшая актриса, исполнившая главную или второстепенную роль в фильме, включенном в основную конкурсную программу кинофестиваля. В 1969, 1970, 1973, 1974 и 1990 годах данная премия не вручалась.
За всю историю премии её получили 67 актрис. Актриса Ана Брун является последней на данный момент обладательницей премии, она получила её за роль в фильм «Наследницы». Американка Ширли Маклейн является единственной актрисой, которой удалось стать обладательницей «Серебряного медведя» дважды: в 1959 году за роль в фильме «Спросите любую девушку» и 1971 году за роль в фильме «Отчаянные герои». В 1964 году японская актриса Сатико Хидари получила премию за свои роли сразу в двух фильмах «Она и он» и «Женщина-насекомое», а в 2011 году лауреатом премии стал весь женский актёрский состав иранского фильма «Развод Надера и Симин». Советские актрисы становились обладательницами премии дважды: в 1983 году «Серебряного медведя» получила Евгения Глушенко за роль в фильме «Влюблён по собственному желанию», а в 1984 году — Инна Чурикова за роль в фильме «Военно-полевой роман».

## Список лауреатов

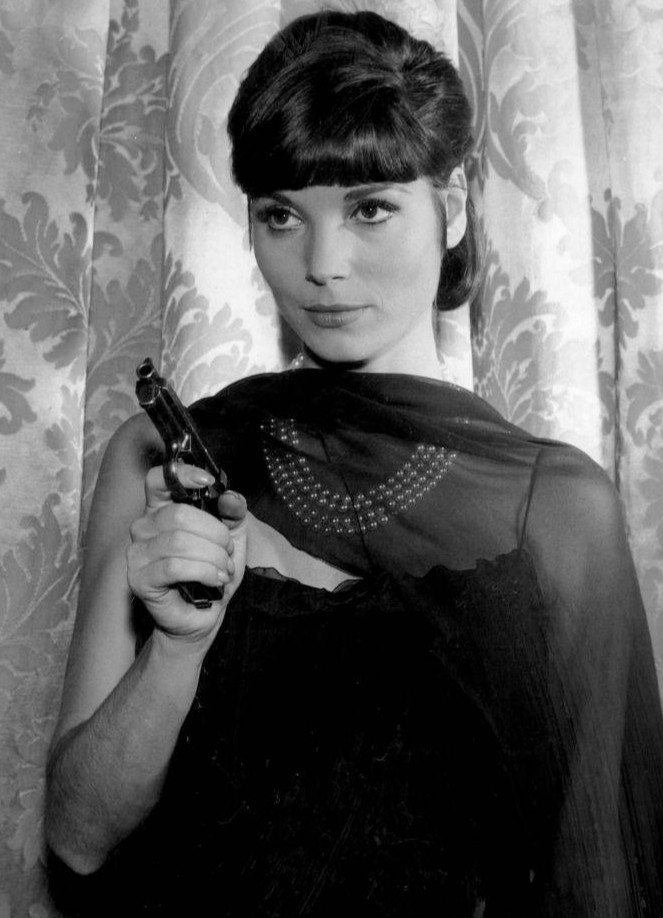
Эльза Мартинелли

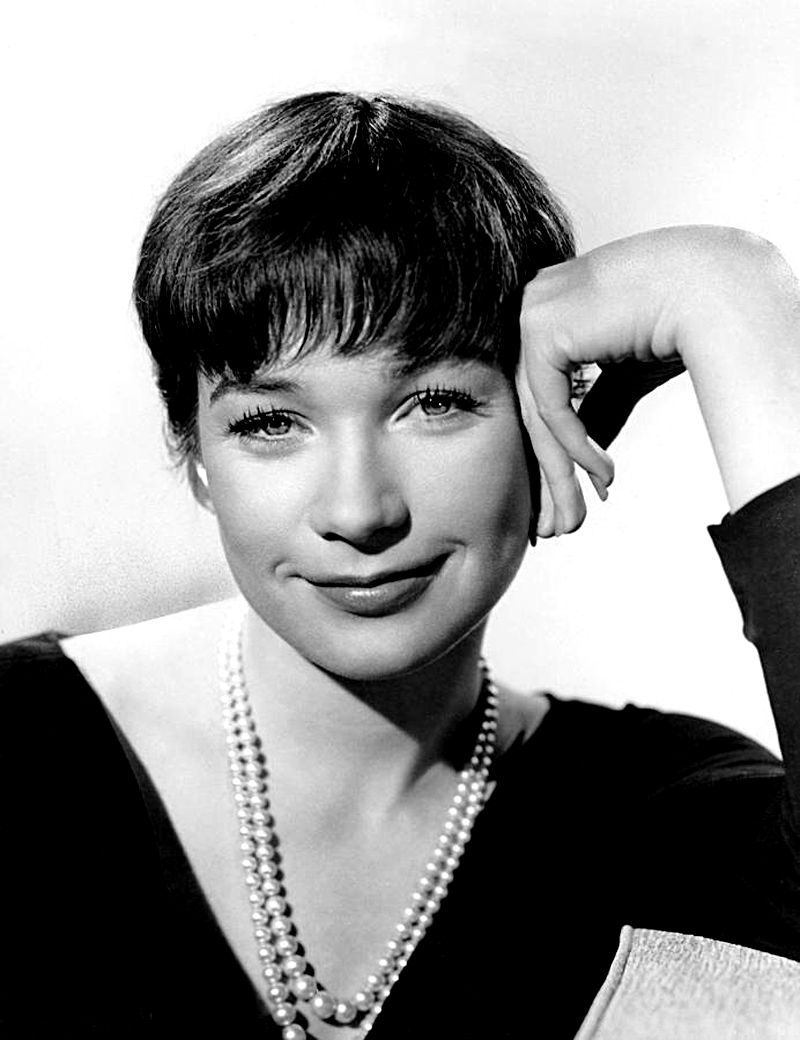
Ширли Маклейн

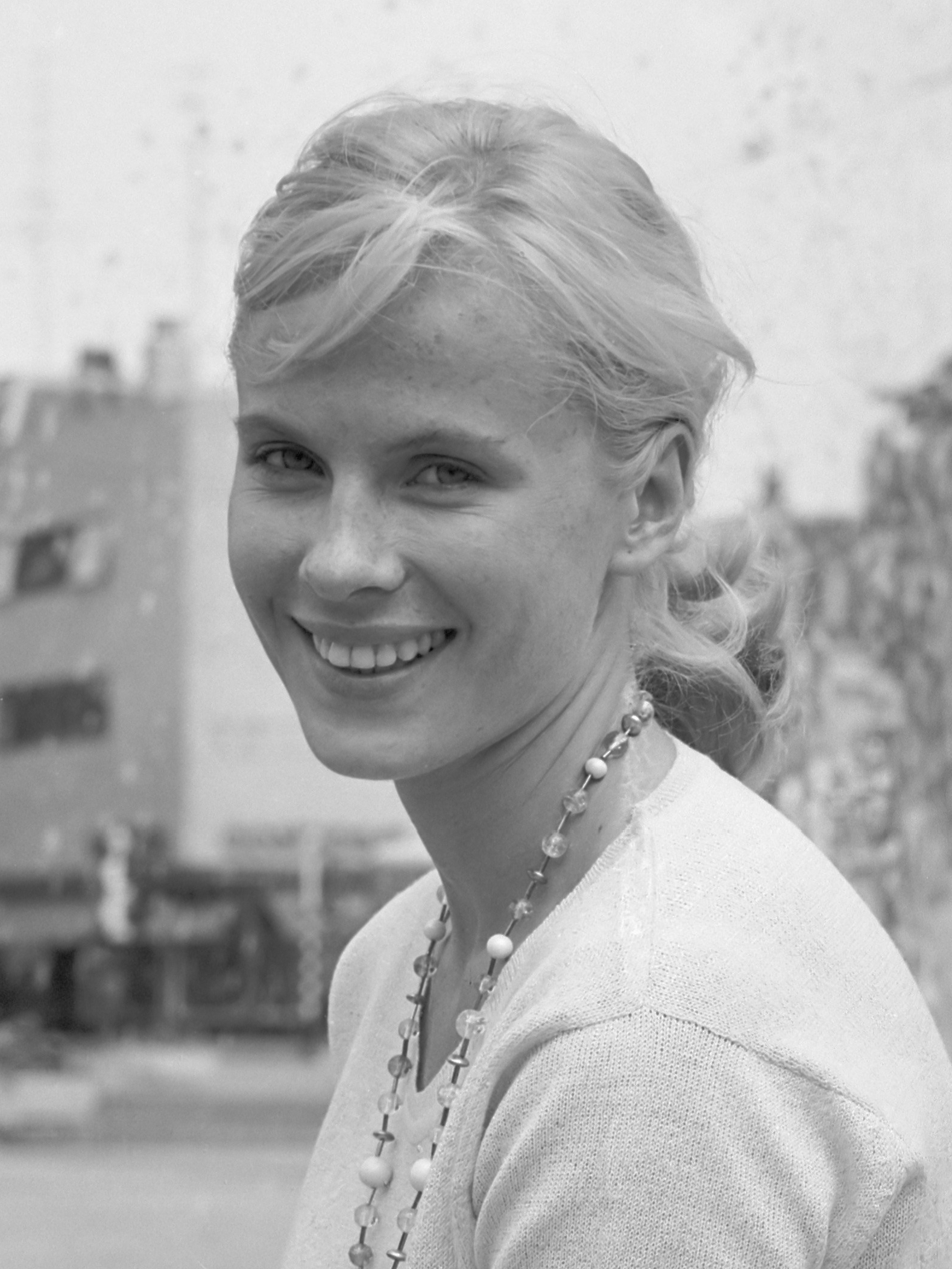
Биби Андерссон

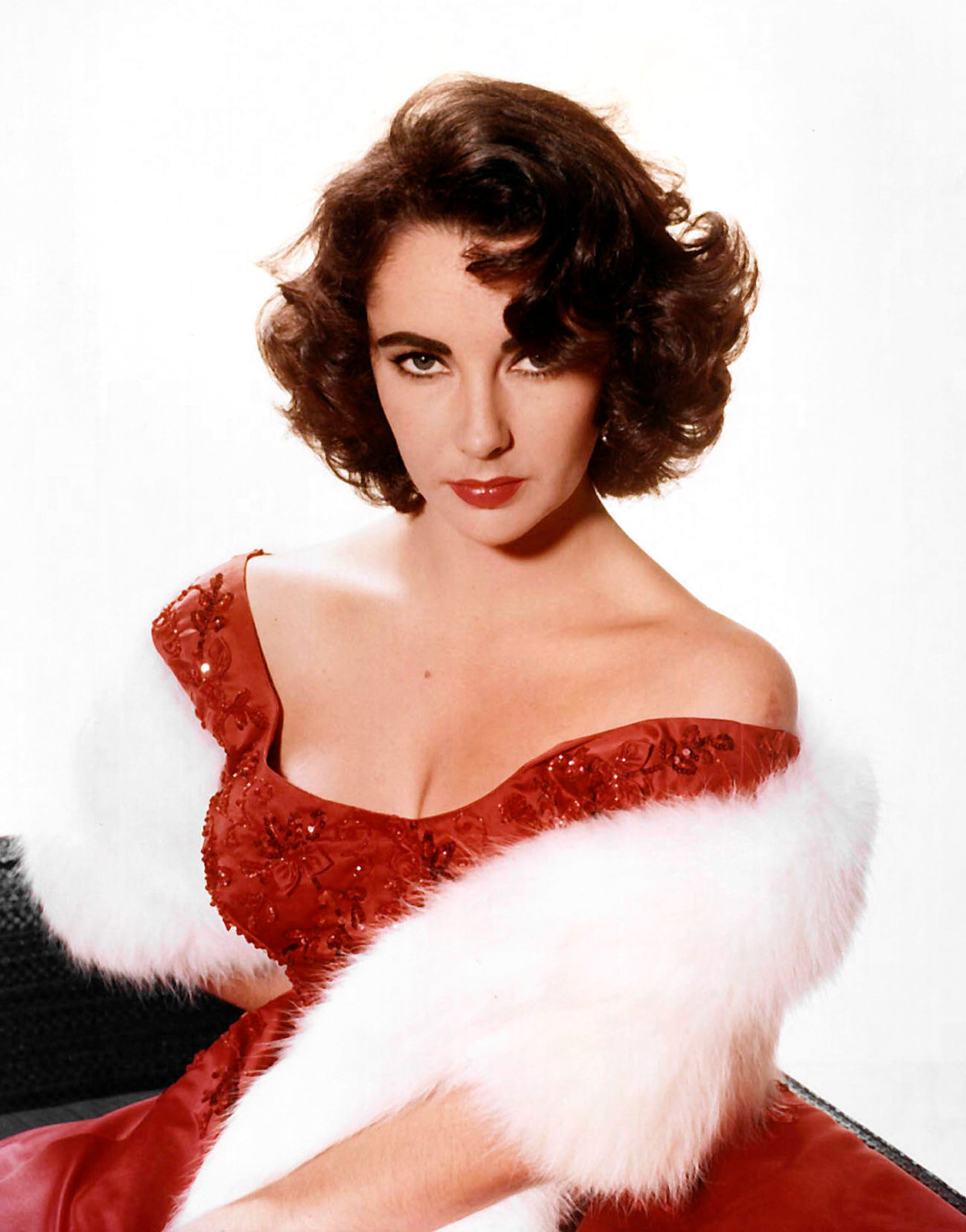
Элизабет Тейлор

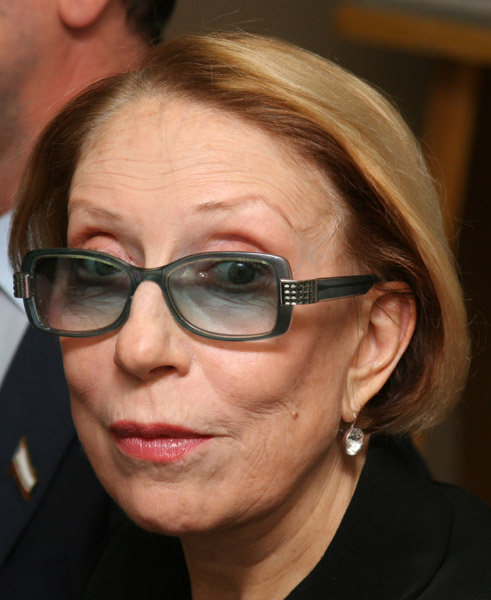
Инна Чурикова

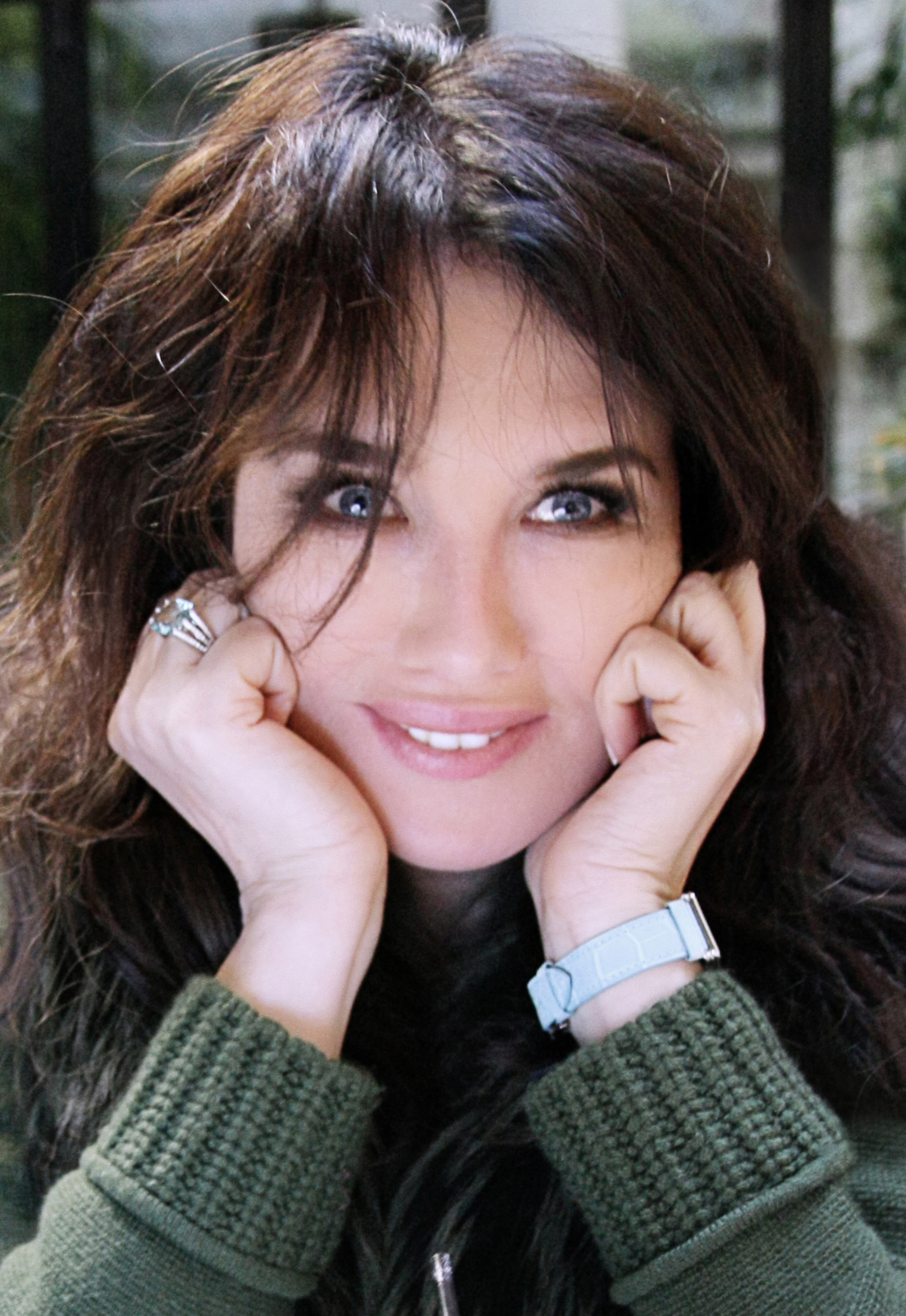
Изабель Аджани

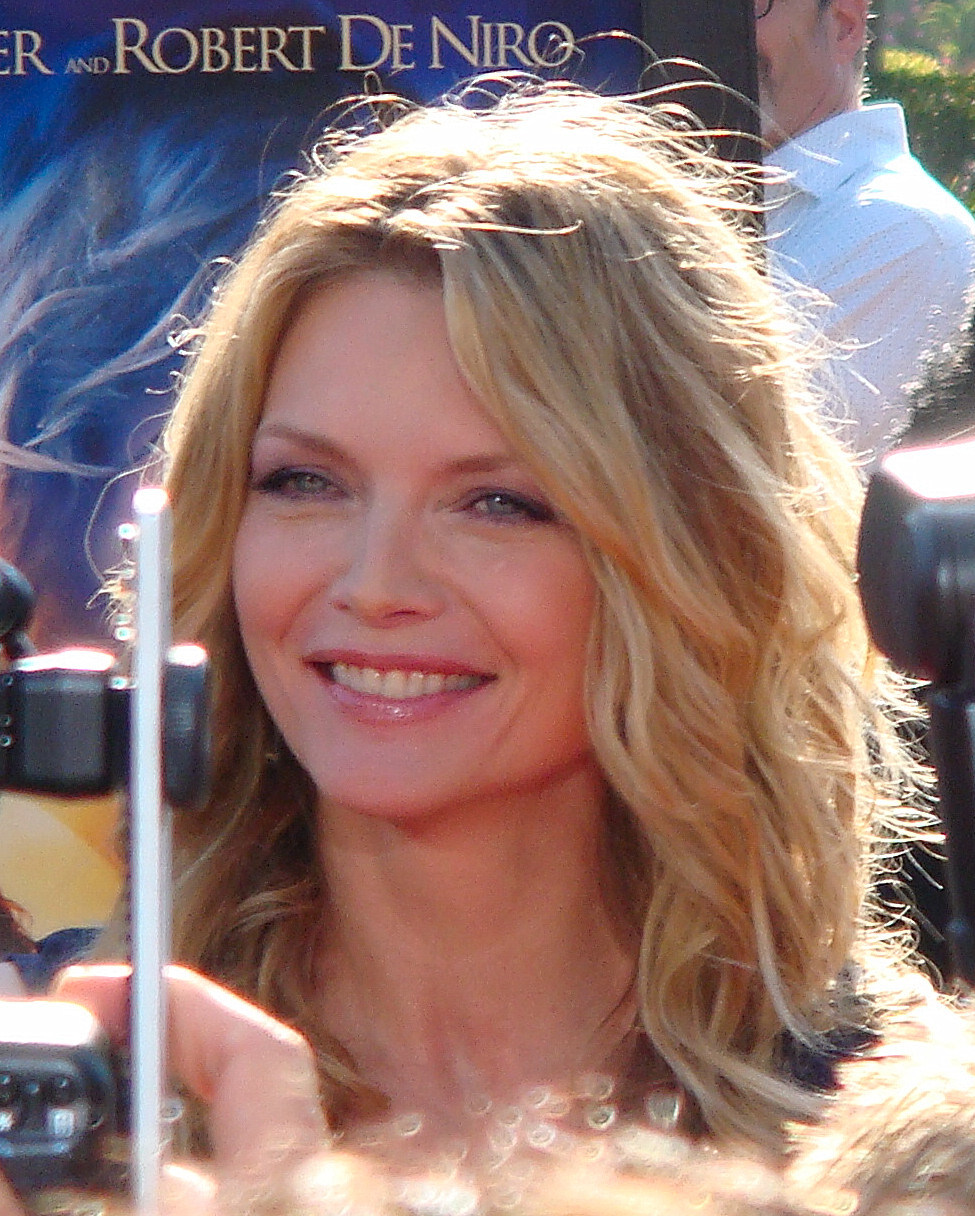
Мишель Пфайффер

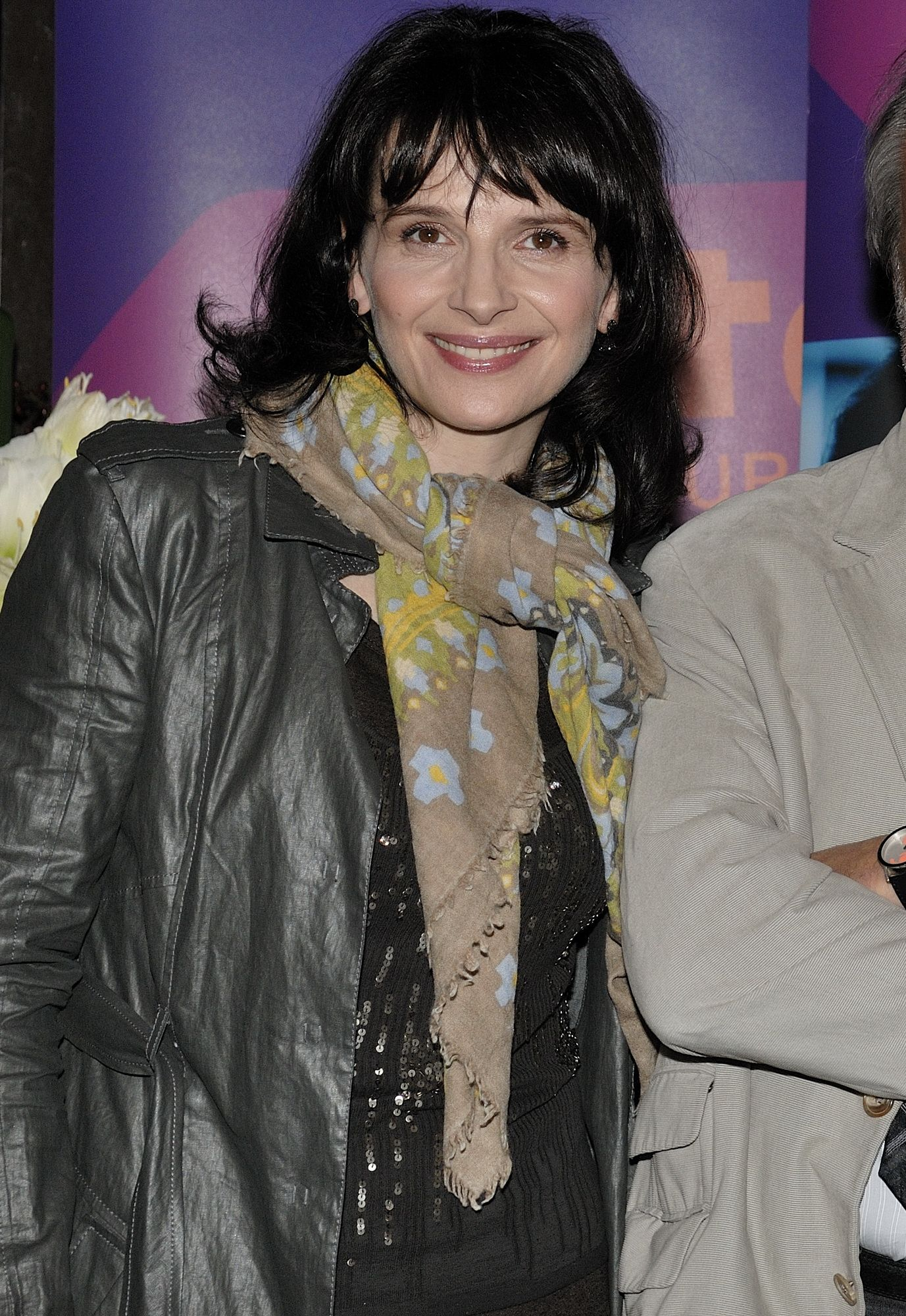
Жюльет Бинош

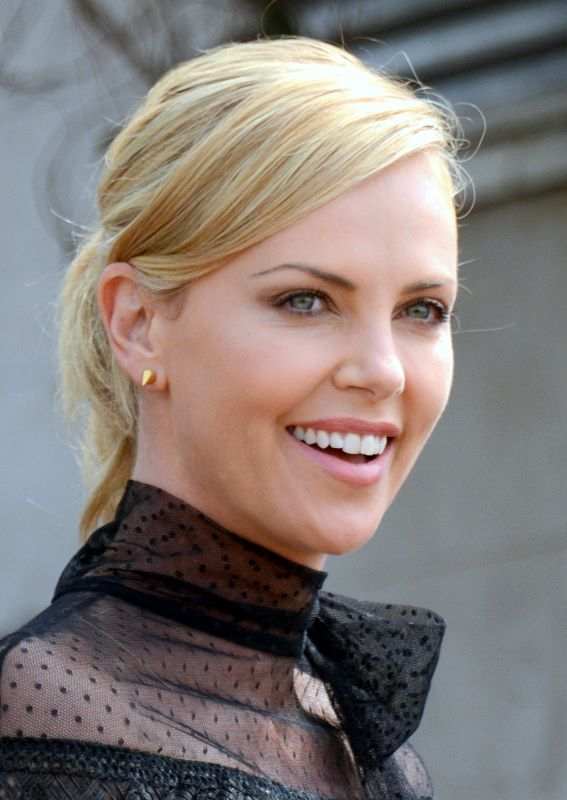
Шарлиз Терон

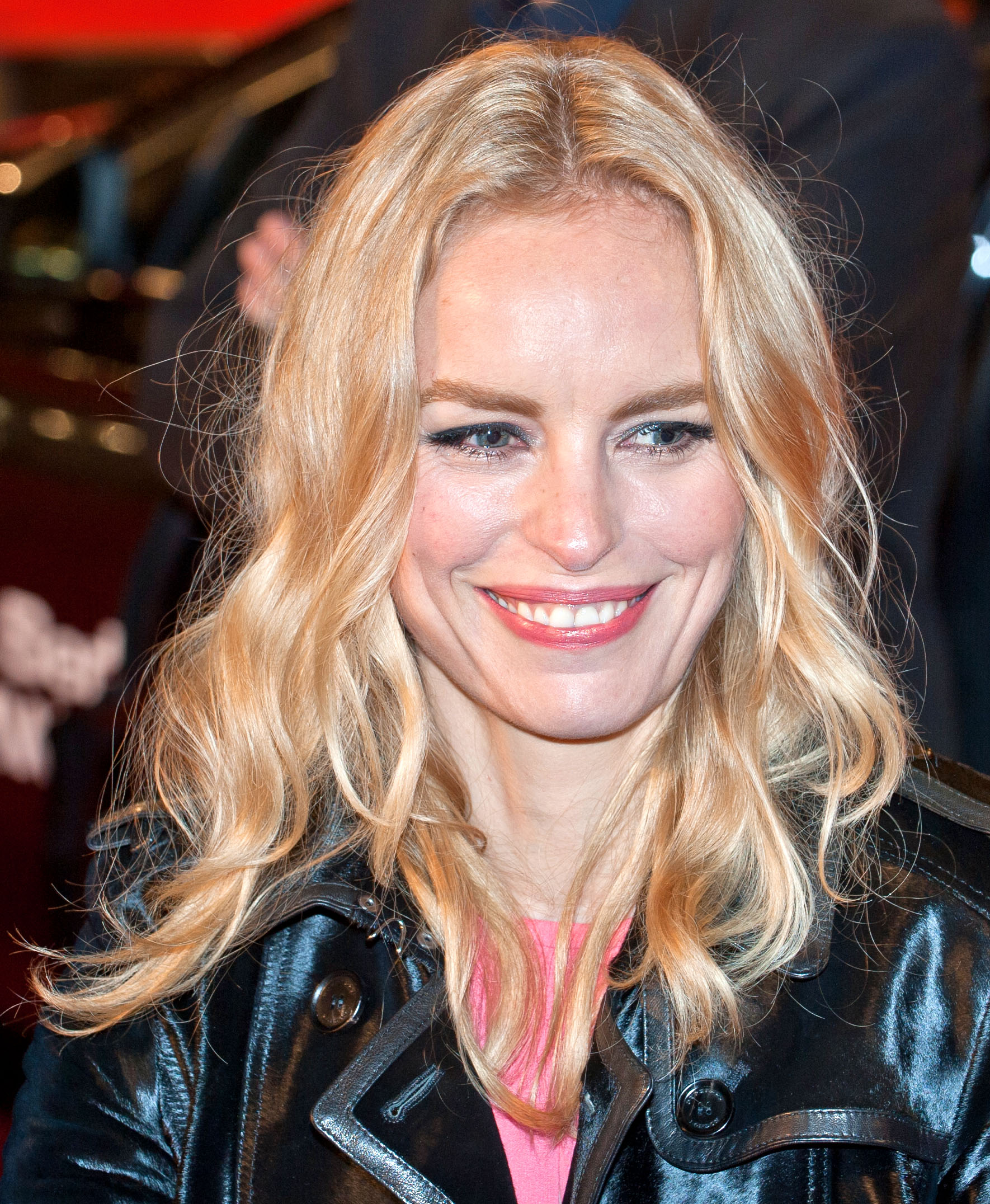
Нина Хосс

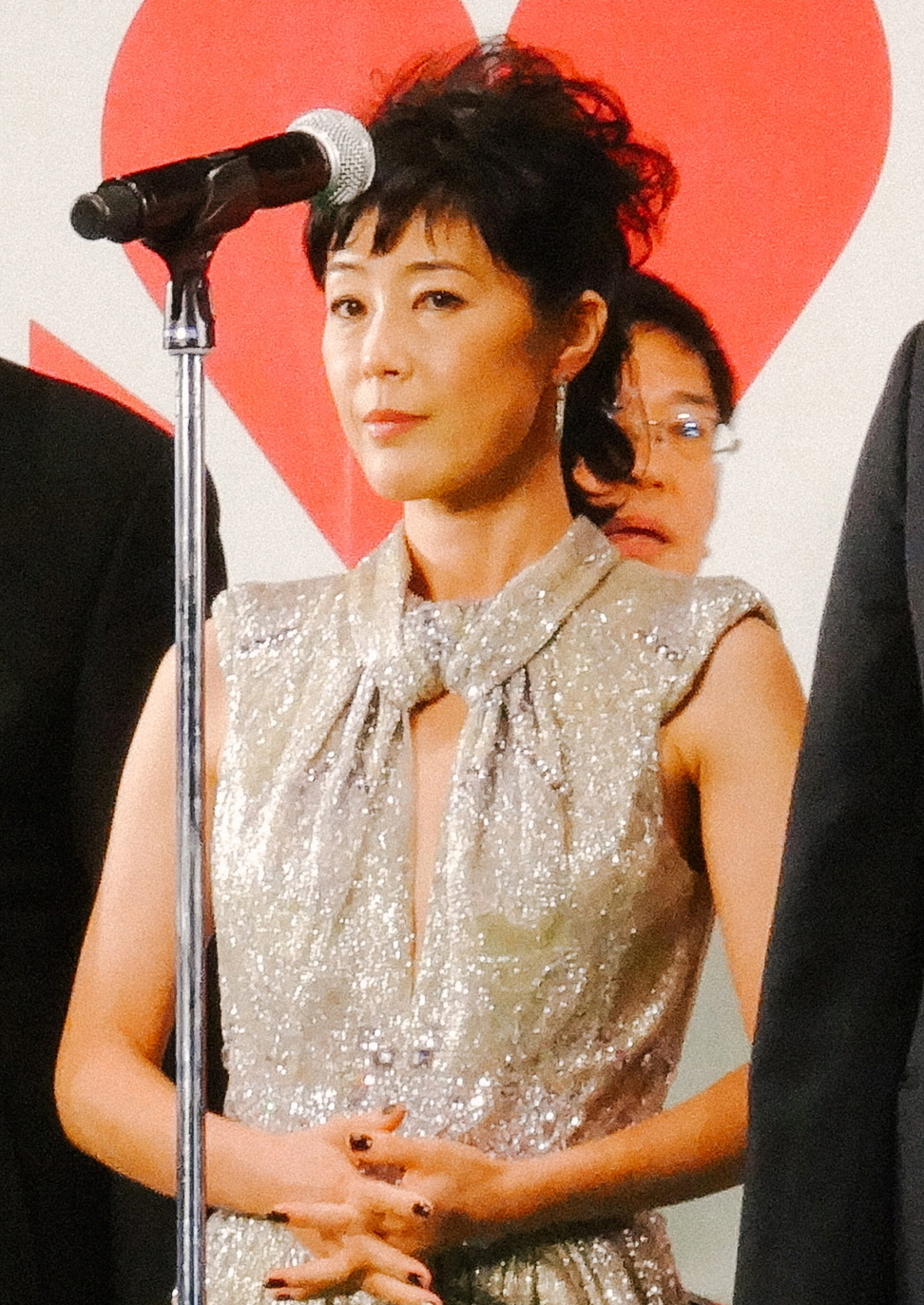
Синобу Тэрадзима

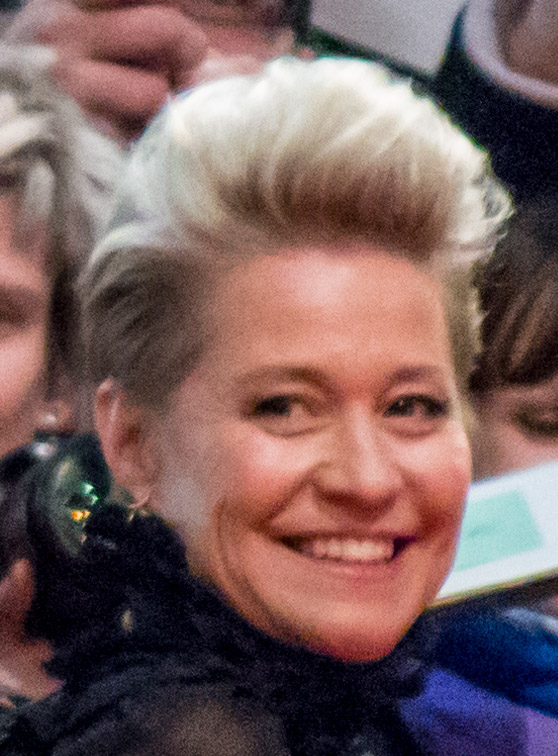
Трине Дюрхольм

### 1950-е
| Год  | Актриса          | Роль        | Название фильма          | Оригинальное название фильма | Прим. |
| ---- | ---------------- | ----------- | ------------------------ | ---------------------------- | ----- |
| 1956 | Эльза Мартинелли | Донателла   | «Донателла»              | Donatella                    | [ 2 ] |
| 1957 | Ивонн Митчелл    | Эми Престон | «Женщина в халате»       | Woman in a Dressing Gown     | [ 3 ] |
| 1958 | Анна Маньяни     | Глория      | «Дикий ветер»            | Wild Is the Wind             | [ 4 ] |
| 1959 | Ширли Маклейн    | Мег Уилер   | «Спросите любую девушку» | Ask Any Girl                 | [ 5 ] |

### 1960-е
| Год  | Актриса             | Роль                | Название фильма        | Оригинальное название фильма | Прим.               |
| ---- | ------------------- | ------------------- | ---------------------- | ---------------------------- | ------------------- |
| 1960 | Жюльет Майниель     | Аннетт              | «Ярмарка»              | Kirmes                       | [ 6 ]               |
| 1961 | Анна Карина         | Анжела Рекамье      | «Женщина есть женщина» | Une femme est une femme      | [ 7 ]               |
| 1962 | Рита Гэм            | Эстель Риго         | «Нет выхода»           | No Exit                      | [ 8 ]               |
| 1962 | Вивека Линдсдорф    | Инес Серрано        | «Нет выхода»           | No Exit                      | [ 8 ]               |
| 1963 | Биби Андерссон      | Девушка             | «Любовница»            | Älskarinnan                  | [ 9 ]               |
| 1964 | Сатико Хидари       | Наоко Исикава       | «Она и он»             | 彼女と彼                     | [ 10 ]              |
| 1964 | Сатико Хидари       | Томе Матсуки        | «Женщина-насекомое»    | にっぽん昆虫記               | [ 10 ]              |
| 1965 | Мадхур Джеффри      | Манджула            | «Слуги Шекспира»       | Shakespeare Wallah           | [ 11 ]              |
| 1966 | Лола Олбрайт        | Мари Грин           | «Господь любит утку»   | Lord Love a Duck             | [ 12 ]              |
| 1967 | Эдит Эванс          | Мэгги Росс          | «Шептуны»              | The Whisperers               | [ 13 ]              |
| 1968 | Стефан Одран        | Фредерика           | «Лани»                 | Les Biches                   | [ 14 ]              |
| 1969 | Приз не присуждался | Приз не присуждался | Приз не присуждался    | Приз не присуждался          | Приз не присуждался |

### 1970-е
| Год  | Актриса             | Роль                | Название фильма                                | Оригинальное название фильма | Прим.               |
| ---- | ------------------- | ------------------- | ---------------------------------------------- | ---------------------------- | ------------------- |
| 1970 | Приз не присуждался | Приз не присуждался | Приз не присуждался                            | Приз не присуждался          | Приз не присуждался |
| 1971 | Симона Синьоре      | Клеманс Буэн        | «Кот»                                          | Le Chat                      | [ 15 ]              |
| 1971 | Ширли Маклейн       | Софи Бентвуд        | «Отчаянные герои»                              | Desperate Characters         | [ 15 ]              |
| 1972 | Элизабет Тейлор     | Джимми Джин Джексон | «Хаммерсмит вышел на волю»                     | Hammersmith Is Out           | [ 16 ]              |
| 1973 | Приз не присуждался | Приз не присуждался | Приз не присуждался                            | Приз не присуждался          | Приз не присуждался |
| 1974 | Приз не присуждался | Приз не присуждался | Приз не присуждался                            | Приз не присуждался          | Приз не присуждался |
| 1975 | Кинуё Танака        | Осаки Ямакава       | «Сандакан, публичный дом № 8. Тоска по родине» | サンダカン八番娼館 望郷      | [ 17 ]              |
| 1976 | Ядвига Бараньская   | Барбара Нехциц      | «Ночи и дни»                                   | Noce i dnie                  | [ 18 ]              |
| 1977 | Лили Томлин         | Марго Сперлинг      | «Позднее шоу»                                  | The Late Show                | [ 19 ]              |
| 1978 | Джина Роулендс      | Миртл Гордон        | «Премьера»                                     | Opening Night                | [ 20 ]              |
| 1979 | Ханна Шигулла       | Мария Браун         | «Замужество Марии Браун»                       | Die Ehe der Maria Braun      | [ 21 ]              |

### 1980-е
| Год  | Актриса             | Роль                  | Название фильма                   | Оригинальное название фильма      | Прим.  |
| ---- | ------------------- | --------------------- | --------------------------------- | --------------------------------- | ------ |
| 1980 | Ренате Креснер      | Ингрид «Санни» Соммер | «Соло Санни»                      | Solo Sunny                        | [ 22 ] |
| 1981 | Барбара Грабовская  | Кама                  | «Лихорадка»                       | Gorączka                          | [ 22 ] |
| 1982 | Катрин Засс         | Нина Керн             | «Поручительство на год»           | Bürgschaft für ein Jahr           | [ 23 ] |
| 1983 | Евгения Глушенко    | Вера Силкова          | «Влюблён по собственному желанию» | «Влюблён по собственному желанию» | [ 24 ] |
| 1984 | Инна Чурикова       | Вера Николаевна       | «Военно-полевой роман»            | «Военно-полевой роман»            | [ 25 ] |
| 1985 | Джо Кеннеди         | Мэри                  | «Перевёрнутый мир»                | Wrong World                       | [ 26 ] |
| 1986 | Шарлотт Валандре    | Надя                  | «Красный поцелуй»                 | Rouge Baiser                      | [ 27 ] |
| 1986 | Марселия Карташу    | Макабеа               | «Час звезды»                      | A Hora da Estrela                 | [ 27 ] |
| 1987 | Ана Беатрис Ногейра | Андерсон / Вера Бауэр | «Вера»                            | Vera                              | [ 28 ] |
| 1988 | Холли Хантер        | Джейн Крэйг           | «Телевизионные новости»           | Broadcast News                    | [ 29 ] |
| 1989 | Изабель Аджани      | Камилла Клодель       | «Камилла Клодель»                 | Camille Claudel                   | [ 30 ] |

### 1990-е
| Год  | Актриса             | Роль                     | Название фильма                | Оригинальное название фильма | Прим.               |
| ---- | ------------------- | ------------------------ | ------------------------------ | ---------------------------- | ------------------- |
| 1990 | Приз не присуждался | Приз не присуждался      | Приз не присуждался            | Приз не присуждался          | Приз не присуждался |
| 1991 | Виктория Абриль     | Луиса                    | «Любовники»                    | Amantes                      | [ 31 ]              |
| 1992 | Мэгги Чун           | Жуань Линъюй             | «Актриса»                      | 阮玲玉                       | [ 32 ]              |
| 1993 | Мишель Пфайффер     | Lurene Hallett           | «Поле любви»                   | Love Field                   | [ 33 ]              |
| 1994 | Крисси Рок          | Мэгги Конлен             | «Божья коровка, улети на небо» | Ladybird, Ladybird           | [ 34 ]              |
| 1995 | Джозефин Сяо        | Мэй Сан                  | «Летний снег»                  | 女人四十                     | [ 35 ]              |
| 1996 | Анук Гринбер        | Мари Абарт               | «Мужчина моей жизни»           | Mon Homme                    | [ 36 ]              |
| 1997 | Жюльет Бинош        | Хана                     | «Английский пациент»           | The English Patient          | [ 37 ]              |
| 1998 | Фернанда Монтенегру | Изадора «Дора» Тейксейра | «Центральный вокзал»           | Central do Brasil            | [ 38 ]              |
| 1999 | Мария Шрадер        | Фелице (Ягуар)           | «Эме и Ягуар»                  | Aimée & Jaguar               | [ 39 ]              |
| 1999 | Юлиана Кёлер        | Лилли Вуст (Эме)         | «Эме и Ягуар»                  | Aimée & Jaguar               | [ 39 ]              |

### 2000-е
| Год  | Актриса                 | Роль                | Название фильма              | Оригинальное название фильма     | Прим.  |
| ---- | ----------------------- | ------------------- | ---------------------------- | -------------------------------- | ------ |
| 2000 | Бибиана Беглау          | Рита Фогт           | «Тишина после выстрела»      | Die Stille nach dem Schuß        | [ 40 ] |
| 2000 | Надя Уль                | Татьяна             | «Тишина после выстрела»      | Die Stille nach dem Schuß        | [ 40 ] |
| 2001 | Керри Фокс              | Клэр                | «Интим»                      | Intimacy                         | [ 41 ] |
| 2002 | Хэлли Берри             | Летиция Масгроув    | «Бал монстров»               | Monster’s Ball                   | [ 42 ] |
| 2003 | / Николь Кидман         | Вирджиния Вулф      | «Часы»                       | The Hours                        | [ 43 ] |
| 2003 | Джулианна Мур           | Лора Браун          | «Часы»                       | The Hours                        | [ 43 ] |
| 2003 | Мерил Стрип             | Кларисса Вон        | «Часы»                       | The Hours                        | [ 43 ] |
| 2004 | Шарлиз Терон            | Эйлин Уорнос        | «Монстр»                     | Monster                          | [ 44 ] |
| 2004 | Каталина Сандино Морено | Мариа Альварес      | «Мария, благодати полная»    | María, llena eres de gracia      | [ 44 ] |
| 2005 | Юлия Йенч               | Софи Шолль          | «Софи Шолль — последние дни» | Sophie Scholl — Die letzten Tage | [ 45 ] |
| 2006 | Сандра Хюллер           | Михаэла Клинглер    | «Реквием»                    | Requiem                          | [ 46 ] |
| 2007 | Нина Хосс               | Йелла Фихте         | «Йелла»                      | Yella                            | [ 47 ] |
| 2008 | Салли Хокинс            | Полин «Поппи» Кросс | «Беззаботная»                | Happy-Go-Lucky                   | [ 48 ] |
| 2009 | Биргит Минихмайр        | Гитти               | «Страсть не знает преград»   | Alle Anderen                     | [ 49 ] |

### 2010-е
| Год  | Актриса             | Роль                     | Название фильма         | Оригинальное название фильма | Прим.  |
| ---- | ------------------- | ------------------------ | ----------------------- | ---------------------------- | ------ |
| 2010 | Синобу Тэрадзима    | Сигэко Курокава          | «Гусеница»              | キャタピラ                   | [ 50 ] |
| 2011 | Лейла Хатами        | Симин                    | «Развод Надера и Симин» | جدایی نادر از سیمین          | [ 51 ] |
| 2011 | Саре Байат          | Разие                    | «Развод Надера и Симин» | جدایی نادر از سیمین          | [ 51 ] |
| 2011 | Сарина Фаргади      | Терме                    | «Развод Надера и Симин» | جدایی نادر از سیمین          | [ 51 ] |
| 2011 | Кимия Хоссейни      | Сомайе                   | «Развод Надера и Симин» | جدایی نادر از سیمین          | [ 51 ] |
| 2012 | Рашель Мванза       | Комона                   | «Ведьма войны»          | Rebelle                      | [ 52 ] |
| 2013 | Полина Гарсиа       | Глория Кумпидо           | «Глория»                | Gloria                       | [ 53 ] |
| 2014 | Хару Куроки         | Таки Нуномия в молодости | «Маленький дом»         | 小さいおうち                 | [ 54 ] |
| 2015 | / Шарлотта Рэмплинг | Кейт Мерсер              | «45 лет»                | 45 Years                     | [ 55 ] |
| 2016 | Трине Дюрхольм      | Анна                     | «Коммуна»               | Kollektivet                  | [ 56 ] |
| 2017 | Ким Мин Хи          | Ян Хи                    | «Ночью у моря одна»     | 밤의 해변에서 혼자           | [ 57 ] |
| 2018 | Ана Брун            | Чела                     | «Наследницы»            | Las herederas                | [ 58 ] |
| 2019 | Юн Мэй              | Ван Лиюнь                | «Прощай, сын мой»       | 地久天長                     | [ 59 ] |

### 2020-е
| Год  | Актриса   | Роль        | Название фильма | Оригинальное название фильма | Прим.  |
| ---- | --------- | ----------- | --------------- | ---------------------------- | ------ |
| 2020 | Паула Бер | Ундина Вибо | «Ундина»        | Undine                       | [ 60 ] |